# أمبراسيا
أمبراسيا (باليونانية: Ἀμπρακία)‏ هي مدينة أثرية قديمة في اليونان تقع في آرتا وبناها الكورنثيون في القرن السابع قبل الميلاد وتبعد 7 ميل عن الخليج الأمبراسي وهو صالح للملاحة.